# 余德华
余德华（Er Teck Hwa，1972年12月17日—），生於馬來西亞柔佛州麻坡，祖籍廣東省潮安縣。前任的马来西亚柔佛麻坡峇吉里区国会议员 (2008-2018)。

## 教育背景
- 小学就读于中化二小。
- 中学就读于仲尼路国中，马来西亚教育文凭考试毕业。

## 社团经历与评价
余德华曾经担任青团运柔佛州分会副主席，现为青团运柔佛州分会顾问。

## 政治生涯
余德华在18岁时即加入行动党，但在2004年才正式参与民生投诉工作，並于2008年当上国会议员。由于学歷不比人高、口才不比人好，行动党峇吉里区国会议员余德华认了自己的弱点。
余德华在首次进入国会时算错日期，以致错过第一次国会议会提呈口头或书面问题的截止日期。针对此事，民主行动党全国顾问林吉祥也於4月23日来电了解详情，他也已向党中央作出解释，而原本准备好的问题也將留到下一次的国会会议。
余德华在担任国会议员后，于2008年6月22日成立了柔佛州首辆国会议员流动服务车，他以2万令吉买下一辆二手客货车改装成流动服务中心。车內装置约1万令吉，包括一台拥有上网设备的手提电脑、桌椅、数码相机、打印机等。
2009年3月20日，余德华花费了约6000令吉购买相关系统，並由一组工作人员去执行，费时长达一个月设立了国会会议现场网播，让选民多了一个管道全程观看国会直播。根据报道，余德华是全国首位设立国会会议现场网播的议员。他表示，目前国营电视台的国会直播仅1小时，这造成不少选民感到非常不足够；也因没全程直播，导致许多选民误解议员只在国会里吵闹。
余德华在2009年12月8日参与房政部2010年度財政预算案委员会阶段辩论时，带著荒废15年的麻坡泳池巨照进入下议院，不获议长批准在议会厅上“亮相”。翌日，他则带至走廊上“张扬”，瞬间成为焦点。
余德华在2010年9月16日发表了一套基于谷歌地图市区基设投诉管理系统。他的国会议员服务中心投诉组于于2009开始着手设计系统原型，可是由于谷歌地图提供的麻坡卫星地图解析度欠佳，在他致函向美国谷歌地图管理组说明后，在2010年中旬，麻坡市地区卫星地图获得更新为较清晰的版本。投诉组在获得较高清晰度的麻坡卫星地图后，着手进行系统整合和标签，并在9月份完成及对外开放。
2010年11月4日，国会下议院今日批准余德华援引议会常规第十八条文，辩论成立皇家调查委员会来调查一辆巴士在云顶山脚下警亭附近翻覆，造成7死36伤惨剧的紧急动议。这也是国会下议院第一次批准民主行动党议员提呈的紧急动议。

### 年表
- 1990年，加入民主行动党。
- 2008年，中选为峇吉里区国会议员。
- 2013年，连任为峇吉里区国会议员。